# أرنون بار دافيد
أرنون بار ديفيد (من مواليد عام 1957) هو نقابي إسرائيلي وموظف حكومي. وهو رئيس الهستدروت منذ مارس 2019.

## حياته
وُلِد  عام 1957 في تل أبيب .  كان والده يعمل في محطة المياه بالمدينة.[بحاجة لمصدر] في عام 1975، انضم  إلى الجيش الإسرائيلي، وانضم إلى الأكاديمية البحرية ، وخدم لاحقًا كقائد سرية في سلاح المدرعات. بعد انتهاء خدمته العسكرية، أصبح منسق للكشافة العبرية، ودرس التاريخ في جامعة تل أبيب ، وعمل كمراسل رياضي لصحيفة حداشوت عام 1986، قبل أن يصبح محرر حتى عام 1990. عمل بار ديفيد أيضًا كمدير قسم في إدارة التعليم في بلدية تل أبيب - يافا حتى عام 1993. 

## المهنة النقابية
عام 1993 انضم بار ديفيد إلى نقابة العمال في تل أبيب، ثم أصبح رئيسها حتى عام 2006. من عام 2006 إلى عام 2019، شغل بار ديفيد منصب رئيس اتحاد الموظفين الإداريين والخدمة العامة في الهستدروت . 
في مارس 2019، بعد انضمام آفي نيسينكورن إلى قائمة أزرق أبيض واستقالته من منصب رئيس الهستدروت، انتُخب بار ديفيد من قبل مجلس نواب الهستدروت لمنصب رئيس الهستدروت.
من أوائل أعماله بعد توليه منصبه إغلاق موقع صحيفة دافار ريشون الذي انتقد توليه المنصب، وخليفته نيسنكورن، وموشيه كحلون .  في 1 مايو، انطلق موقع إخباري بديل.[بحاجة لمصدر]. أعيد انتخاب بار ديفيد رئيسًا في 24 مايو 2022، بعد هزيمة الرئيس السابق عوفر عيني والحصول على 78٪ من الأصوات مقابل 22٪ لعيني. 

## خلال كوفيد-19
حذر بار ديفيد، وهو منتقد صريح للاستجابة الاقتصادية لحكومة إسرائيل الأولى لأزمة كوفيد-19، من أن إسرائيل تقف على شفا " حرب يوم الغفران الاقتصادية". ودعا بار ديفيد السلطات إلى إطلاق سراح الأموال النقدية لإبقاء الشركات المتعثرة طافية.